# Macroptilium domingense
Macroptilium domingense är en ärtväxtart som beskrevs av Ignatz Urban. Macroptilium domingense ingår i släktet Macroptilium och familjen ärtväxter. Inga underarter finns listade i Catalogue of Life.